# Teorema de Clairaut
En matemáticas y, más concretamente en cálculo diferencial, el teorema de Clairaut, también conocido como teorema de Schwarz o teorema de la igualdad de las derivadas cruzadas, es una condición suficiente de la igualdad de las derivadas parciales cruzadas de una función de varias variables. El teorema establece que si las derivadas parciales cruzadas existen y son continuas, entonces son iguales.

## Teorema

### Caso general
Sea {\displaystyle f:A\to \mathbb {R} } con {\displaystyle A\subseteq \mathbb {R} ^{n}} un conjunto abierto tal que existen sus derivadas cruzadas de cualquier orden y son continuas en {\displaystyle A}, entonces para cualquier punto {\displaystyle (a_{1},a_{2},\dots ,a_{n})\in A} se cumple que
{\displaystyle {\frac {\partial ^{n}f}{\partial x_{i}\,...\partial x_{j}}}(a_{1},\dots ,a_{n})={\frac {\partial ^{n}f}{\partial x_{j}\,...\partial x_{i}}}(a_{1},\dots ,a_{n}).}

### En dos variables
Sea {\displaystyle f:\Omega \to \mathbb {R} } una función de dos variables definida en un conjunto abierto {\displaystyle \Omega \subseteq \mathbb {R} ^{2}}, si existen las segundas derivadas cruzadas y son continuas en {\displaystyle \Omega }, esto es, {\displaystyle f\in {\mathcal {C}}^{2}(\Omega )} entonces estas son iguales, es decir:
{\displaystyle {\frac {\partial ^{2}f}{\partial x\;\partial y}}={\frac {\partial ^{2}f}{\partial y\;\partial x}}}.

#### Demostración
Sea 
{\displaystyle p=(x_{0},y_{0})\in \Omega \,}.
Y sean {\displaystyle \varepsilon \,} , {\displaystyle \delta >0\,} reales tales que {\displaystyle (x_{0}-\varepsilon ,x_{0}+\varepsilon )\times (y_{0}-\delta ,y_{0}+\delta )\subset \Omega \,}. Lo cual es posible, ya que {\displaystyle \Omega \,} es un abierto de {\displaystyle \mathbb {R} ^{2}\,}.
Se definen dos funciones {\displaystyle F\,} y {\displaystyle G\,}
{\displaystyle F:(-\varepsilon ,\varepsilon )\subset \mathbb {R} \longrightarrow \mathbb {R} \,},
{\displaystyle G:(-\delta ,\delta )\subset \mathbb {R} \longrightarrow \mathbb {R} \,},
de modo que:
{\displaystyle F(t)=f(x_{0}+t,y_{0}+s)-f(x_{0}+t,y_{0})\qquad \forall t\in (-\varepsilon ,\varepsilon )\,}.
{\displaystyle G(s)=f(x_{0}+t,y_{0}+s)-f(x_{0},y_{0}+s)\qquad \forall s\in (-\delta ,\delta )\,},

Aplicando dos veces el teorema de Lagrange:
{\displaystyle F(t)-F(0)=(t-0)F'(\xi _{1})=t\left[{\frac {\partial f}{\partial x}}(x_{0}+\xi _{1},y_{0}+s)-{\frac {\partial f}{\partial x}}(x_{0}+\xi _{1},y_{0})\right]=}
{\displaystyle =ts{\frac {{\partial }^{2}f}{\partial y\partial x}}(x_{0}+\xi _{1},y_{0}+\sigma _{1})\,},
y análogamente:
{\displaystyle G(s)-G(0)=st{\frac {{\partial }^{2}f}{\partial x\partial y}}(x_{0}+\xi _{2},y_{0}+\sigma _{2})\,},
con {\displaystyle \xi _{i}\in (0,t)\,} , {\displaystyle \sigma _{i}\in (0,s)\,}, por comodidad de escritura pero sin perder generalidad, se suponen {\displaystyle t,s>0\,}.
Luego haciendo tender {\displaystyle t\,} y {\displaystyle s\,} a {\displaystyle 0\,} se logra la demostración.